# Tristam
Tristam, właściwie Leandre Berube (ur. 26 lutego 1995 w St. Isidore) – kanadyjski producent muzyczny. Najbardziej znany jest z utworu Flight stworzonego we współpracy z Brakenem.

## Kariera
Tristam zaczął komponować muzykę w młodym wieku. Gdy miał 13 lat jego przyjaciel zapoznał go z FL Studio i młody Leandre zaczął tworzyć muzykę techno i dance. Swoje pierwsze utwory opublikował na kanale lordlion4. Niedługo potem jego brat zaznajomił go z dubstepem. Z początku jednak nie spodobał się on Tristamowi. Wydawał techno i dance, ale postanowił stworzyć jeden utwór dubstepowy aby zaimponować bratu i pokazać mu, że potrafi to zrobić. Uznał to za zabawne i po pewnym czasie wciągnął się tworząc coraz więcej utworów a następnie opublikował je na Youtube. Pod różnymi filmami zostawiał komentarze o treści "sprawdź ten kanał" i jego strategia przyniosła efekty. Ostatecznie został wybrany przez producentów z Monstercat, a jego muzyka została wystawiona na ogromną ekspozycję.
Zanim jednak Tristam trafił do wytwórni Monstercat, wydał on My Ghosts EP dla wytwórni Twisted Monkey Records. Na płycie znalazły się utwory: Come Back to Me, Extermination, Little Monster, Mr. Doctor, Sinking Cities oraz XIII.
Po raz pierwszy po rozpoczęciu współpracy z Monstercat Tristam pojawił się w 2011 roku na płycie Identity z utworem Party For The Living. Jednak stał się znany dopiero po wydaniu swojego drugiego utworu Follow Me z płyty Evolution, który zdobył ponad 5 milionów wyświetleń na Youtube. Follow Me stało się najpopularniejszym kawałkiem wytwórni, do czasu wydania przez Pegboard Nerds Disconnected. Na tej samej płycie znalazł się również utwór Pushed Away wydany 9 dni później przez niego i Rogue. Jednak okazało się, że artysta wciąż nie był zadowolony z ilości jego utworów na płycie i 16 dni po współpracy z Rogue opublikował kolejną ścieżkę pt. Who We Are. W tym samym czasie artysta wydał Smashing Newbs EP, na którym znalazły się między innymi utwory: Pushed Away i Hawkling Street. Na płycie Embrace znalazły się dwa jego utwory: Undercat i Talents Goes By. W międzyczasie Tristam wydał kilka darmowych piosenek niepublikowanych przez wytwórnię. Tristam i Rogue wydali razem darmową płytę Catalyst EP, na której znalazły się między innymy ReWel i Flamewar. Na płycie "Solace" znalazły się dwa jego utwory: ReWel i I Remember. W tym czasie był bez wątpienia najlepszym artystą wytwórni Monstercat.
Następnym wydanym przez Tristama utworem był napisany we współpracy ze Stephenem Walkingiem utwór Too Simple. Znalazł się on na płycie Anniversary. Po tym producent zrobił przerwę w tworzeniu muzyki. Powrócił na płycie Conquest z utworem Truth. Tristam nie pojawił się na następnej płycie, ponieważ w tym czasie zajmował się utworem Flight, przy którego tworzeniu współpracował z Brakenem. Flight ma obecnie ponad 55 mln wyświetleń na Youtube i jest najczęściej odtwarzanym utworem wytwórni. Następnie producent wydał utwór Razor Sharp, który powstał we współpracy z Pegboard Nerds. Razor Sharp znalazł się na płycie Awakening.
Artysta nie pojawił się na płytach Discovery i Outlook. Na płycie Expedition ukazały się dwa jego utwory: Till it's Over oraz Once Again. Wokal pod oba kawałki podłożył sam Tristam. Następną wydaną przez niego piosenką było Frame of Mind, ponownie z jego wokalem, przy której współpracował z Brakenem. Znalazła się ona na płycie Ascension. Po tym utworze Kanadyjczyk ponownie zrobił przerwę w tworzeniu muzyki. Przerwał ją 12 grudnia 2014 roku, kiedy to wydał utwór My Friend, który został uwzględniony w albumie "Altitude. Przy tworzeniu kolejnego utworu pt. Far Away" ponownie pomagał mu jego przyjaciel Braken. Piosenka została wydana 6 marca 2015 roku oraz pojawiła się na płycie "Perspective". 27 maja ukazał się jego remix piosenki Build The Cities (feat. Kerli) autorstwa Karma Fields, który pojawił się na płycie Contact. 19 czerwca 2017 na kanale Youtube wytwórni Monstercat ukazał się utwór Bone Dry, wykorzystany w grze wideo Rocket League.

## Dyskografia
| Rok  | Nazwa                    | Ilość utworów | Data wydania     | Wytwórnia              |
| ---- | ------------------------ | ------------- | ---------------- | ---------------------- |
| 2011 | My Ghosts EP             | 6             | 7 listopada 2011 | Twisted Monkey Records |
| 2012 | Smashing Newbs EP        | 6             | 11 stycznia 2012 | Monstercat             |
| 2012 | Catalyst EP (oraz Rogue) | 5             | 11 maja 2012     | –                      |
| 2013 | Truth (The Remixes)      | 6             | 5 czerwca 2013   | Monstercat             |
| 2021 | WLUWD                    | 12            | 16 kwietnia 2021 | –                      |

## Utwory

### Lordlion4
| Rok  | Nazwa                   | Data wydania     |
| ---- | ----------------------- | ---------------- |
| 2008 | 4 N3W B3GG1N1NG         | 8 sierpnia 2008  |
| 2008 | 1T W1LL P455            | 9 sierpnia 2008  |
| 2008 | 3xt3rm1n4t10n           | 9 sierpnia 2008  |
| 2008 | full m3t4l              | 10 sierpnia 2008 |
| 2008 | d0t4                    | 10 sierpnia 2008 |
| 2008 | 0nc3 up0n 4 t1m3        | 11 sierpnia 2008 |
| 2008 | th3r3 15 h0p3           | 11 sierpnia 2008 |
| 2008 | There might be a chance | 13 sierpnia 2008 |
| 2008 | Will it ever beggin     | 13 sierpnia 2008 |
| 2008 | D035 1t 3v3n m4tt3r     | 25 sierpnia 2008 |
| 2009 | A New World             | 21 czerwca 2009  |
| 2009 | Now I Know              | 15 września 2009 |

### Tristam
| Rok  | Nazwa                                                             | Płyta                                                                     | Data wydania         | Wytwórnia              |
| ---- | ----------------------------------------------------------------- | ------------------------------------------------------------------------- | -------------------- | ---------------------- |
| 2011 | Ghosts in the dark                                                | –                                                                         | 18 sierpnia 2011     | –                      |
| 2011 | Transit                                                           | –                                                                         | 18 sierpnia 2011     | –                      |
| 2011 | Anabass                                                           | –                                                                         | 18 sierpnia 2011     | –                      |
| 2011 | Rock bottom                                                       | –                                                                         | 18 sierpnia 2011     | –                      |
| 2011 | Games                                                             | –                                                                         | 18 sierpnia 2011     | –                      |
| 2011 | My idea                                                           | –                                                                         | 18 sierpnia 2011     | –                      |
| 2011 | I'm Going Down                                                    | –                                                                         | 18 sierpnia 2011     | –                      |
| 2011 | Flawless                                                          | –                                                                         | 25 sierpnia 2011     | –                      |
| 2011 | Shut me down                                                      | –                                                                         | 6 września 2011      | –                      |
| 2011 | I Am Going Down (oraz DotEXE)                                     | I Hear You Like Bass Drops EP                                             | 30 września 2011     | Twisted Monkey Records |
| 2011 | Come Back To Me (oraz Chantal Laveridiere)                        | My Ghosts EP                                                              | 7 listopada 2011     | Twisted Monkey Records |
| 2011 | Extermination                                                     | My Ghosts EP                                                              | 7 listopada 2011     | Twisted Monkey Records |
| 2011 | Little Monsters                                                   | My Ghosts EP                                                              | 7 listopada 2011     | Twisted Monkey Records |
| 2011 | Mr. Doctor                                                        | My Ghosts EP                                                              | 7 listopada 2011     | Twisted Monkey Records |
| 2011 | Sinking Cities                                                    | My Ghosts EP                                                              | 7 listopada 2011     | Twisted Monkey Records |
| 2011 | XIII                                                              | My Ghosts EP                                                              | 7 listopada 2011     | Twisted Monkey Records |
| 2011 | Party for the Living                                              | Monstercat 004 - Identity                                                 | 25 listopada 2011    | Monstercat             |
| 2012 | Follow Me                                                         | Monstercat 005 - Evolution                                                | 2 stycznia 2012      | Monstercat             |
| 2012 | Pushed Away (oraz Rogue)                                          | Monstercat 005 - Evolution Smashing Newbs EP                              | 11 stycznia 2012     | Monstercat             |
| 2012 | Guardian                                                          | Smashing Newbs EP                                                         | 11 stycznia 2012     | Monstercat             |
| 2012 | Young and Free                                                    | Smashing Newbs EP                                                         | 11 stycznia 2012     | Monstercat             |
| 2012 | Blood Money ft. Clean Kill                                        | Smashing Newbs EP                                                         | 11 stycznia 2012     | Monstercat             |
| 2012 | Hawkling Street ft. Miggel                                        | Smashing Newbs EP                                                         | 11 stycznia 2012     | Monstercat             |
| 2012 | You Clearly Let it Snow                                           | Smashing Newbs EP                                                         | 11 stycznia 2012     | Monstercat             |
| 2012 | Undercat (feat. Zealot)                                           | Monstercat 006 - Embrace                                                  | 24 lutego 2012       | Monstercat             |
| 2012 | Talent Goes By                                                    | Monstercat 006 - Embrace                                                  | 6 kwietnia 2012      | Monstercat             |
| 2012 | Shine                                                             | –                                                                         | 11 kwietnia 2012     | –                      |
| 2012 | Kings                                                             | –                                                                         | 15 kwietnia 2012     | –                      |
| 2012 | The Vortex                                                        | –                                                                         | 19 kwietnia 2012     | –                      |
| 2012 | ReWel (oraz Rogue)                                                | Monstercat 007 - Solace Catalyst EP                                       | 11 maja 2012         | Monstercat             |
| 2012 | Nocturne (Iyawa Yowe) (oraz Rogue)                                | Catalyst EP                                                               | 11 maja 2012         | –                      |
| 2012 | Reactions (oraz Rogue)                                            | Catalyst EP                                                               | 11 maja 2012         | –                      |
| 2012 | One (oraz Rogue)                                                  | Catalyst EP                                                               | 11 maja 2012         | –                      |
| 2012 | Flamewar (oraz Rogue)                                             | Catalyst EP                                                               | 11 maja 2012         | –                      |
| 2012 | I Remember                                                        | Monstercat 007 - Solace                                                   | 28 maja 2012         | Monstercat             |
| 2012 | Jawn                                                              | –                                                                         | 21 czerwca 2012      | –                      |
| 2012 | Too Simple (oraz Stephen Walking)                                 | Monstercat 008 - Anniversary                                              | 16 lipca 2012        | Monstercat             |
| 2012 | Truth                                                             | Monstercat 010 - Conquest                                                 | 24 października 2012 | Monstercat             |
| 2013 | Flight (oraz Braken)                                              | Monstercat 012 - Aftermath                                                | 15 lutego 2013       | Monstercat             |
| 2013 | Razor Sharp (oraz Pegboard Nerds)                                 | Monstercat 013 - Awakening                                                | 1 maja 2013          | Monstercat             |
| 2013 | Razor Sharp VIP (oraz Pegboard Nerds)                             | Guilty Pleasures EP                                                       | 24 czerwca 2013      | Monstercat             |
| 2013 | Till It's Over                                                    | Monstercat 016 - Expedition                                               | 30 grudnia 2013      | Monstercat             |
| 2014 | Once Again                                                        | Monstercat 016 - Expedition                                               | 24 lutego 2014       | Monstercat             |
| 2014 | League of Legends                                                 | –                                                                         | 26 marca 2014        | DubstepGutter          |
| 2014 | Frame of Mind (oraz Braken)                                       | Monstercat 017 - Ascension                                                | 25 kwietnia 2014     | Monstercat             |
| 2014 | My Friend                                                         | Monstercat 020 - Altitude                                                 | 12 grudnia 2014      | Monstercat             |
| 2015 | Far Away (oraz Braken)                                            | Monstercat 021 - Perspective                                              | 6 marca 2015         | Monstercat             |
| 2015 | Build The Cities (Empire Of Sound) [feat. Kerli] (x Karma Fields) | Monstercat 022 - Contact Build The Cities (feat. Kerli) (Reconstructions) | 27 maja 2015         | Monstercat             |
| 2015 | Crave                                                             | Monstercat 024 - Vanguard                                                 | 31 sierpnia 2015     | Monstercat             |
| 2015 | Razor Sharp VIP (Vocal Mix) (oraz Pegboard Nerds)                 | –                                                                         | 24 października 2015 | –                      |
| 2015 | The Vine                                                          | Monstercat 025 - Threshold                                                | 22 grudnia 2015      | Monstercat             |
| 2016 | Devotion                                                          |                                                                           | 22 lutego 2016       | Monstercat             |
| 2016 | Before We Fade                                                    |                                                                           | 15 lipca 2016        | Monstercat             |
| 2017 | Bone Dry                                                          | Rocket League x Monstercat Vol. 1                                         | 5 lipca 2017         | Monstercat             |
| 2018 | Questions                                                         | Questions                                                                 | 20 kwietnia 2018     | Monstercat             |
| 2020 | Violence                                                          | WLUWD                                                                     | 13 listopada 2020    | –                      |
| 2021 | Children in the Dark                                              | WLUWD                                                                     | 22 stycznia 2021     | –                      |
| 2021 | Burn                                                              | WLUWD                                                                     | 12 lutego 2021       | –                      |
| 2021 | Ruthless                                                          | WLUWD                                                                     | 5 marca 2021         | –                      |
| 2021 | Over the Edge                                                     | WLUWD                                                                     | 25 marca 2021        | –                      |
| 2021 | Black Beauty                                                      | WLUWD                                                                     | 16 kwietnia 2021     | –                      |
| 2021 | Mistake                                                           | WLUWD                                                                     | 16 kwietnia 2021     | –                      |
| 2021 | 1992                                                              | WLUWD                                                                     | 16 kwietnia 2021     | –                      |
| 2021 | Take a Chance                                                     | WLUWD                                                                     | 16 kwietnia 2021     | –                      |
| 2021 | Different                                                         | WLUWD                                                                     | 16 kwietnia 2021     | –                      |
| 2021 | Can You Feel the Love                                             | WLUWD                                                                     | 16 kwietnia 2021     | –                      |
| 2021 | With Love Until We Die                                            | WLUWD                                                                     | 16 kwietnia 2021     | –                      |

### Remixy
| Rok  | Nazwa            | Pierwotny autor | Data wydania  |
| ---- | ---------------- | --------------- | ------------- |
| 2012 | Neon ft. Jenna G | Doctor P        | 24 lipca 2012 |